# النافذة الخلفية (فلم)
النافذة الخلفية (بالإنجليزية: Rear Window) هو فيلم أنتج عام 1954، من إخراج ألفريد هتشكوك، رُشح لجائزة أفضل مخرج في مهرجان الاوسكار، الفيلم مقتبس عن قصة قصيرة لكورنيل وولريش بعنوان (It Had to Be Murder). الفيلم من بطولة جيمس ستيوارت، غريس كيلي، ثيلما ريتر.

## القصة
تدور قصة الفيلم عن مصور (يؤدي دوره الممثل جيمس ستيوارت) لديه كسر في ساقه، يمضي يومه في المنزل يشاهد جيرانه من خلال النوافذ، وفي يوم وبينما هو يراقب يظن أنه رأى جريمة قتل، وصديقته ليسا كارول (غريس كيلي) تساعده بالتحقيق.

## وصلات خارجية
- مقالات تستعمل روابط فنية بلا صلة مع ويكي بيانات
- IMDb
- All Movie Guide